# Eremaeus insertus
Eremaeus insertus är en kvalsterart som beskrevs av Grishina 1980. Eremaeus insertus ingår i släktet Eremaeus och familjen Eremaeidae. Inga underarter finns listade i Catalogue of Life.